# The Vital Question
The Vital Question è un film muto del 1916 diretto da S. Rankin Drew.

## Trama
Il banchiere Randolph King, temendo le indagini sulla conduzione dei suoi affari, ricatta Adrian Scarsdale, il fidanzato di sua figlia Beatrice che si è candidato per la carica di procuratore distrettuale e gli chiede di fermare l'inchiesta. Dopo il rifiuto di Scarsdale, King si suicida e Beatrice incolpa il fidanzato per la morte del padre, rompendo il fidanzamento.
Qualche tempo dopo, per salvare dalla prigione il fratello Richard per un assegno falso, Beatrice sposa Peter Worden, un magnate rapace e avido. Anche quest'ultimo è oggetto delle indagini della procura e delle investigazioni di Scarsdale. Finirà ucciso dalla sua segretaria che tenterà di far accusare dell'omicidio il procuratore. Ma la verità verrà a galla e Scarsdale e Beatrice, alla fine, si riconcilieranno.

## Produzione
Il film fu prodotto dalla Vitagraph Company of America.

## Distribuzione
Distribuito dalla V-L-S-E, il film uscì nelle sale cinematografiche statunitensi il 3 aprile 1916.